# Église Saint-Martin de Chablis
L'église Saint-Martin est une église catholique située à Chablis, dans le département de l'Yonne, en France.

## Historique
Deux diplômes de Charles le Chauve de juillet 877 nous apprennent que le corps de saint Martin était alors conservé à Chablis dans le Tonnerrois. En 867, Charles II le Chauve donne le monastère Saint-Loup et les habitations composant la "villa" de Chablis aux moines de Saint-Martin de Tours qui fuyaient les Normands, Chablis étant placée sous l'autorité des chanoines de l'abbaye Saint Martin de Tours. La collégiale Saint-Martin de Chablis est construite sur cet emplacement,.
Fondée au IXe siècle et confiée aux chanoines de Saint-Martin de Tours, l'église de Chablis est confirmée en 1116 dans son rattachement à l'abbaye Saint-Michel de Tonnerre par Godefroy, évêque de Langres.
La collégiale de Chablis fut reconstruite au tournant des XIIe et XIIIe siècles. Une des premières églises de style gothique primitif de la Bourgogne.
L'édifice est classé au titre des monuments historiques par la liste de 1862.

## Description

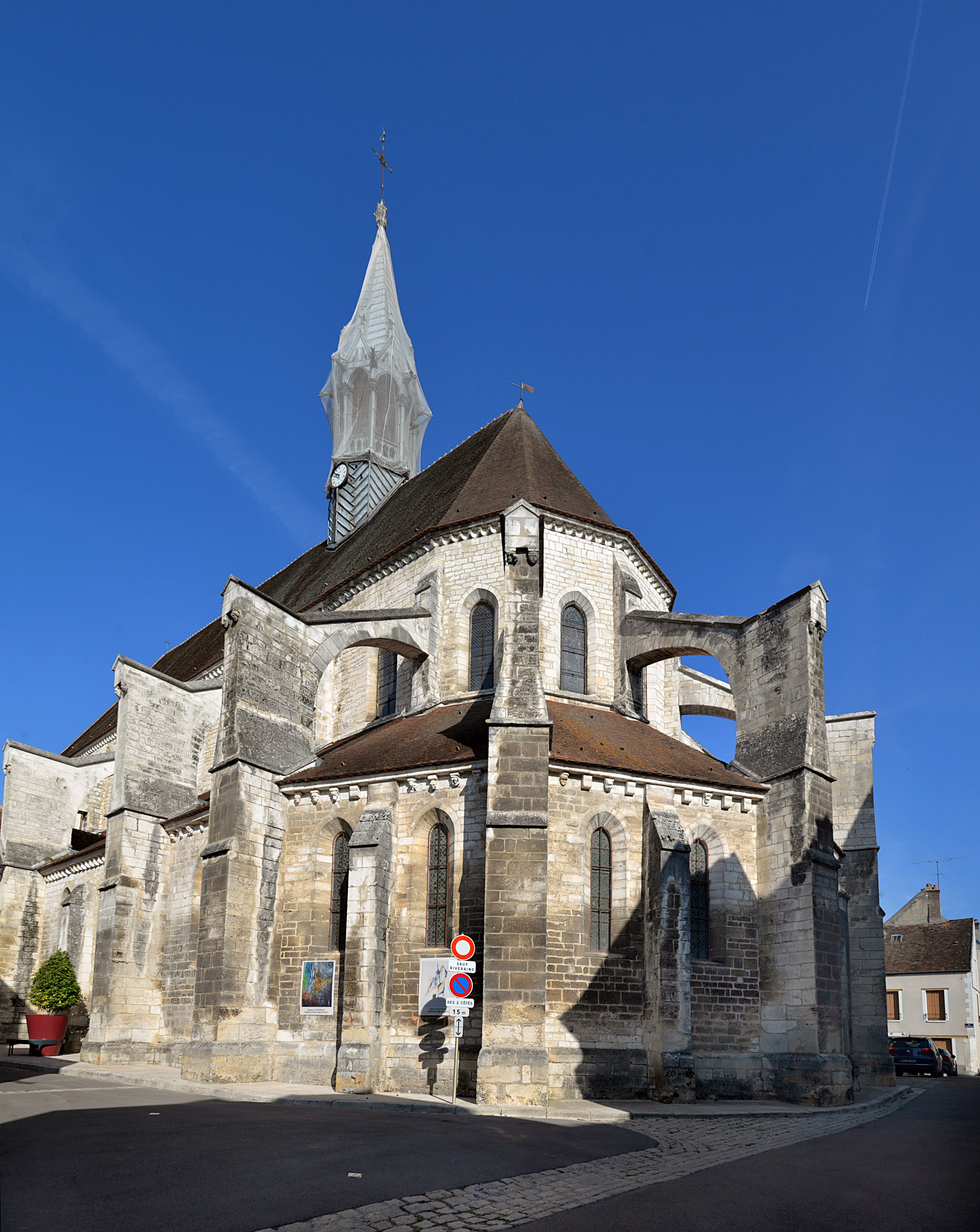
Le chevet de la collégiale.
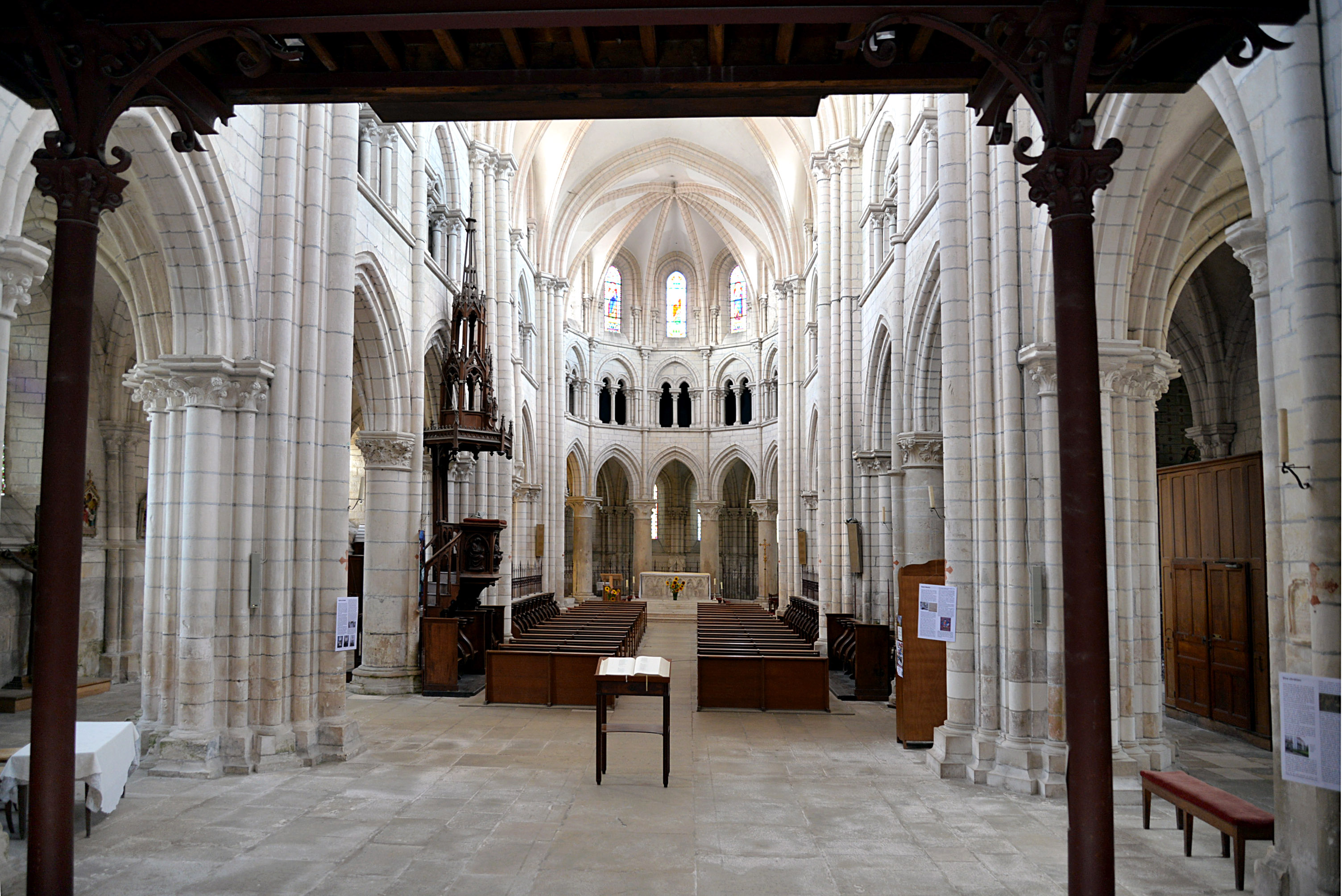
La nef de la collégiale.